# Aleksándrovka (Abjasia)
Aleksándrovka (en georgiano: ალექსანდროვკა) o Amjal (en abjasio: Амхьал) es una aldea que pertenece a la parcialmente reconocida República de Abjasia, parte del distrito de Gulripshi, aunque de iure pertenece al municipio de Gulripshi de la República Autónoma de Abjasia de Georgia.

## Geografía
Aleksándrovka se encuentra en las estribaciones de los montes de Abjasia, en la orilla izquierda del río Kelasuri. La aldea se encuentra a 10 km del mar Negro y se administra desde el pueblo de Bagmarani. 

## Historia
Aleksándrovka fue fundada por griegos pónticos en 1866 y en 1867, la población indígena abjasia fue expulsada de la aldea de Amjual al Imperio otomano en lo que se conoce como genocidio circasiano.
En 1949, los griegos pónticos fueron deportados por la fuerza a Kazajistán. 

## Demografía
La evolución demográfica de Aleksándrovka entre 1959 y 1989 fue la siguiente:
| 699                                                 | 783 |
| (Fuente: Population of Abkhazia since Soviet times) |     |

Antes de la guerra de Abjasia, la mayoría de la población local eran georgianos.